# Го
Го (яп. 囲碁, и-го), вэйци (кит. 围棋), падук (кор. 바둑?, 棋?) — настольная игра с глубоким стратегическим содержанием. Представляет собой размеченную линиями доску, на которой два игрока стараются оградить своими камнями (фишками) как можно большую территорию.
Возникла в Древнем Китае около двух тысяч лет до н. э. До XIX века культивировалась в основном только в Японии, Китае и Корее, в XX веке обрела популярность в Америке и Европе.

## Названия
На исторической родине в Китае игра называется вэйци — «игра в окружение» (кит. трад. 圍棋, упр. 围棋, пиньинь wéiqí) или шоу тань — «язык жестов» (кит. трад. 手談, упр. 手谈, пиньинь shǒu tán). Более древнее название — и — «искусство» (кит. 弈, пиньинь yì). В Японии — и-го (囲碁). В Корее — падук (кор. 바둑?, 棋?), иногда оро (кор. 오로?, 烏鷺?) или хёкки (кор. 혁기?, 奕棋?). Названия и-го и падук означают то же самое что и китайское вэйци. Во Вьетнаме — ко-вай (вьет. cờ vây, тьы-ном: 碁圍)
В Европе и Америке — Go, от сокращённого японского и-го. В английском языке принято написание названия игры с заглавной буквы, чтобы отличать его от глагола go — идти. Существует ещё одно малораспространённое английское название Goe, предложенное Ин Чанци — основателем Фонда популяризации го.
В русском языке также закрепилось название го. В переводах китайской и корейской литературы встречаются вэйци (вейчи) и бадук (падук). В художественной литературе и непрофильных изданиях — «облавные шашки».
Как игра с хорошо развитой теорией, го имеет богатую терминологию, заимствованную в русском языке из японского.

## История
Легенды, отражённые в древних китайских летописях, относят появление го к третьему или началу второго тысячелетия до нашей эры, приписывая её создание одному из легендарных китайских императоров или их ближайшим придворным. Объективные исторические свидетельства позволяют утверждать, что игра определённо существовала и была достаточно распространена 2500 лет назад — именно к этим временам относятся первые упоминания о го в документах. Первые материальные свидетельства (найденные археологами доски и камни для го) и достоверные записи сыгранных партий относятся к первым векам нашей эры. В VII веке го попало в Японию, где, начиная с XV века, пережило сильнейший подъём.
В Европе и Америке го появилось в начале XX века. Старейшей из неазиатских спортивных организаций го является Американская ассоциация го (AGA), основанная в 1934 году. С 1956 года существует Европейская федерация го. В 1982 году основана Международная федерация го. С 2014 года Европейская федерация го присваивает игрокам профессиональные разряды по этой игре. В России первые соревнования по игре в го были проведены в 1965 году в ленинградском ДК им. Ленсовета, в 1977 году прошёл турнир на звание сильнейшего игрока СССР (СИГО), считающийся первым неофициальным чемпионатом страны.

## Распространение
Го является одной из наиболее распространённых настольных игр в мире. В 2000 году насчитывалось около 27 миллионов игроков в го. Более 22 миллионов (свыше 80 %) — в Восточной Азии:
- 9 млн в Южной Корее и совсем немного (порядка нескольких тысяч) в Северной Корее.
- 3 млн в Японии.
- 10 млн в Китае.
- Около 600 тысяч на Тайване.

По среднему числу игроков на миллион человек населения безусловным лидером является Южная Корея (9 миллионов игроков при 49 миллионах населения, в го играет почти каждый пятый).
За пределами Азии го распространено значительно меньше, хотя количество игроков в Европе и Америке всё же достаточно заметное:
- США и Канада — 127 тысяч;
- Россия — 80 тысяч;
- Германия — 46 тысяч;
- Великобритания — 35 тысяч;
- Нидерланды — 30 тысяч (лидер по среднему числу игроков среди населения в Европе);
- Франция — 20 тысяч;
- Украина — 20 тысяч;
- другие страны Восточной Европы — 19 тысяч;
- Южная Америка — около 30 тысяч, большинство игроков — жители Бразилии.

Очень слабо го распространено на Ближнем Востоке и в Африке: всего в этих регионах не более нескольких сотен игроков.

## Инвентарь
Гобан — игровая доска с разметкой вертикальными и горизонтальными линиями. Место пересечения двух линий (пункт) обозначает единицу территории и место установки камня. Полноразмерная доска содержит 19×19 линий и 361 пункт, стандартный размер такой доски 46×43 см. В любительской практике, для обучения и просто для игры более быстрых партий также используются доски меньших размеров с нечётным количеством линий — 17×17, 15×15 и т. д., вплоть до 5×5, но обычно это 13×13 (169 пунктов) и 9×9 (81 пункт). Длина вертикальных линий немного превышает длину горизонтальных для компенсации зрительного укорочения вертикалей, возникающего при взгляде игрока на доску.
Камни — фишки двух контрастных цветов. Форма камней двояковыпуклая, чечевичная (японского типа) или плоско-выпуклая (китайского типа). Стандартный диаметр 21—22 мм. Полный набор камней соответствует количеству пунктов на доске — 181 чёрный и 180 белых для доски 19×19 линий, 85 чёрных и 84 белых для доски 13×13 и т. д. Обычно для игры по японским правилам на доске 19×19 достаточно 120—150 камней одного цвета. Чёрные камни для го традиционно делают немного большего диаметра, чтобы компенсировать эффект иррадиации.
Чаши для хранения камней. В крышку от чаши складываются захваченные камни противника.
В соревнованиях также используются игровые часы типа шахматных.

## Нотация
Традиционная доска для го не имеет обозначений горизонталей и вертикалей, подобных тем, что используются на досках для шахмат. Если требуется словесно обозначить определённый пункт на доске, могут указываться его координаты в виде пары чисел от 1 до 19. Например, пункт 2-4 находится на пересечении второй вертикали и четвёртой горизонтали, считая от верхнего левого угла. Для лучшего ориентирования на доске отмечены небольшими точками девять пунктов «хоси» («звезда»), образуемых пересечениями четвёртых от каждого края и десятых (центральных) горизонталей и вертикалей. Центральный пункт хоси называется «тенген», поля вокруг угловых хоси имеют собственные имена. Соответственно, в описании партий часто можно встретить выражения типа: «ход в сан-сан в левом верхнем углу».
В последнее время, в особенности при игре с помощью компьютера, используется система обозначения пунктов, аналогичная шахматной: вертикальные линии доски обозначаются латинскими буквами (от A до T, буква I пропускается из-за схожести с J), горизонтальные — числами от 1 до 19, нумерация начинается с левого нижнего угла.
Поскольку камни го не перемещаются по доске, одновременно и удобным, и наиболее наглядным способом фиксации хода партии является графический способ — на листе вычерчивается игровая доска, и в пункты, куда делались ходы, ставятся номера ходов (см. кифу). Отдельно в стороне записываются ходы в пункты, куда уже был сделан ход (ходы в территорию, с которой были сняты камни одного из игроков). Например, запись рядом с диаграммой вида 45 — 32 обозначает, что 45-й ход был сделан в пункт, который на диаграмме уже отмечен 32-м ходом. При ручном способе записи ходы игроков могут вписываться чернилами разного цвета. В типографских публикациях партий в местах, куда сделаны ходы, изображаются камни соответствующего цвета, и на камнях ставятся номера ходов. В книгах партии нередко изображаются на нескольких последовательных диаграммах: на первой показываются начальные ходы, на следующих — продолжение, при этом номерами отмечаются только те ходы, которые относятся к данной диаграмме (см., например, диаграммы, из раздела Жизнь и смерть). Такой способ изображения позволяет легче разобраться в ходе партии, не повторяя её на реальной доске. В партиях за высшие титулы запись ведут специально для этого присутствующие ассистенты, причём записываются не только сами ходы, но и отметки времени, по которым можно установить, сколько времени занял каждый ход.

## Правила
В данной статье описываются только самые основные правила, принятые Российской федерацией Го (см. также варианты правил го).
В начале игры доска пуста. Ходы делаются по очереди, по одному камню за ход. Первыми ходят чёрные. Поставить камень можно в любой свободный пункт доски, кроме некоторых оговорённых ниже случаев.
Выбор цвета камней определяется жребием (нигири). Один из игроков берёт из чаши горсть белых камней, а второй наугад называет, чётное или нечётное количество камней в руке. Угадавший играет чёрными, в противном случае белыми.

### Основные понятия
Основополагающим понятием игры го является дамэ — пункт «дыхания», степень свободы камня или группы камней. Дамэ это свободный пункт, примыкающий вплотную к камню по линии разметки (соседний с ним). У одиноко стоящего камня может быть от 4 до 2 дамэ.
Группа камней это два и более камня одного цвета, расположенные на соседних пунктах. Камни в группе лишают друг друга от 1 до 4 дамэ, но при этом они имеют одно общее на всех количество дамэ, состоящее из дамэ каждого отдельного камня этой группы, не считая повторов, когда одно дамэ является общим для 2, 3 или 4 камней.
- 4, 3 и 2 дамэ у камня
- 6 дамэ у группы камней
- 3 дамэ у чёрного и 3 у белого камня

Камень или их группа остаются на доске только в случае наличия у них как минимум одного дамэ. При этом единственное дамэ называется позицией атари (опасностью), так как противник может поставить в это дамэ свой камень и снять окружённые камни с доски (захватить в плен).
- Позиция атари — чёрные могут занять единственное дамэ белого камня и снять его с доски
- Ходом белых в пункт X атари ликвидировано, так как теперь у группы белых 3 дамэ
- Белые могут занять пункт 2 при соблюдении правила ко

Игрок не может делать «самоубийственный» ход, в результате которого поставленный камень или группа с этим камнем не будут иметь ни одного дамэ. Кроме случая, когда этим ходом захватывается камень или группа камней противника. На иллюстрации выше белые могут поставить камень в пункт 2, несмотря на отсутствие дамэ, так как этим ходом они захватят камень чёрных в пункте 1.
Также запрещено делать ход, в результате которого позиция всех камней на доске полностью повторяется из-за взаимного захвата камней в два хода — правило ко. На иллюстрации выше ходом чёрных в пункт 1 был окружён и снят с пункта 2 камень белых. Следующим ходом белые не могут сразу же поставить камень в пункт 2, так как в этом случае позиция повторится. Белым сначала необходимо сходить в какой-нибудь другой пункт, а после, если чёрные не займут пункт 2, они могут снова поставить туда свой камень и захватить камень чёрных.

### Коми и фора
Коми — начисление дополнительных очков белым в качестве компенсации за то, что они ходят вторыми, так как право первого хода даёт чёрным позиционное преимущество. Как правило используется нецелая величина коми (обычно 6,5 очков), чтобы исключить возможность ничейного результата партии.
Фора (гандикап) — предоставление преимущества игроку с более слабым уровнем игры, чтобы уравнять его шансы на победу. Фора может быть выражена изменением начисления коми и выставлением перед началом партии от 2 до 9 чёрных камней в специальные пункты на доске, называемые хоси (в этом случае первыми ходят белые). При форе в один камень игра начинается как обычно ходом чёрных в любой пункт, но коми белым не начисляется.
Форовые камни располагаются в следующем порядке: 2 камня — в пунктах 4-4 в правом верхнем и в левом нижнем углу, 3 — добавляется в правый нижний угол, 4 — в углах, 5 — добавляется в центр, 6 — в углах и два слева и справа, 7 — добавляется в центр, 8 — везде кроме центра, 9 — во всех хоси.
На доске 13×13 форовые камни располагаются в пяти пунктах — четырёх угловых 4-4 и в центре, на доске 9×9 — в четырёх угловых 3-3 и в центре.
По китайским правилам форовые камни ставятся на произвольные пункты.

### Подсчёт очков
В конце партии игрок, считая, что очередной ход не принесёт ему никакой выгоды, произносит слово пас и пропускает ход. Если второй игрок при этом также пасует, то игра оканчивается. Таким образом игроки подтверждают, что их камни, находящиеся на территории противника, являются пленными априори (мёртвыми), то есть предполагается их неизбежный захват при полном доигрывании, и они снимаются с доски. В случае очевидно проигрышного положения игрок может сдаться и досрочно завершить партию.
По японским (и корейским) правилам подсчёта игрок получает по одному очку за каждый пункт, окружённый только его камнями, и по одному очку за каждый захваченный камень противника.
По китайским правилам считаются окружённые своими камнями пункты и сами камни на доске, которые не могут быть захвачены в плен (живые камни).
Кроме того, белым добавляется несколько очков коми. Выигрывает набравший наибольшее количество очков.
Пример подсчёта на иллюстрации справа:
- У белых 19 живых камней, 5 пленных чёрных камней и 20 пунктов территории (15 свободных + 5 освобождённых пленными камнями).
- У чёрных 19 живых камней, 5 пленных белых (1 на доске и 4 ранее взятых) и 23 пункта территории (22 свободных + 1 освобождённый пленным).

По японским правилам у белых 20 очков за территорию + 5 за пленников + 6,5 коми, итого 31,5 очко. У чёрных соответственно 23+5=28 очков. Белые выиграли с перевесом в 3,5 очка.
По китайским правилам у белых 19 очков за свои живые камни + 20 за территорию + 6,5 коми, итого 45,5 очков. У чёрных 19+23=42 очка. Перевес белых также 3,5 очка.
В спортивных состязаниях величина разницы в очках никак не учитывается, она лишь служит примерным показателем, насколько один игрок превосходит другого (у игроков одного уровня мастерства разница очков минимальна). Победа игрока отмечается как одно очко, проигрыш — ноль очков.

## Теория игры
Хотя правила го немногочисленны и просты, стратегия игры невероятно сложна. Го — это детерминированная игра с совершенной информацией, как шахматы, шашки, сёги или реверси, но по количеству возможных позиций и различных партий она далеко превосходит все эти игры (уже хотя бы потому, что ходы могут делаться в любом месте доски, а сама доска по числу пунктов более чем впятеро превышает стандартную шахматную). При этом сложность игры не исключительно механическая, заключающаяся в большом количестве вариантов: го содержит огромное количество важных стратегических аспектов, некоторые из которых сложно даже понять, не говоря уже о том, чтобы анализировать.

### Формы
Основой тактики го являются формы — определённые способы расположения близко стоящих камней одного цвета. Базовые формы:
- Ноби (вытягивание) — самая прочная форма, при которой камни соединяются в группу. Ноби невозможно разрезать (разъединить), только захватить целиком.
- Иккен тоби (прыжок через пункт). При угрозе разрезания иккен тоби можно защитить двумя способами: если противник поставит камень в пункт между камнями, то его можно окружить в атари; если противник поставит камень в один из двух пунктов, примыкающих к пункту между камнями, то иккен тоби можно соединить в ноби[28].
- Никэн тоби (прыжок через два пункта).
- Косуми (диагональный ход). Два свободных пункта между камнями косуми являются миаи (равноценными) — при ходе противника в один из них камни косуми могут соединиться формой ноби в другом[29].
- Кейма, когейма (ход конём, малая кейма). Как и в косуми, два свободных пункта между камнями являются миаи — при ходе противника в один из них камни кеймы могут соединиться формой ноби и косуми в другом[30].
- Окейма (ход конём через два пункта, большая кейма).

- Ноби
- Иккэн тоби
- Никэн тоби

- Косуми
- Кейма
- Окейма

### Жизнь и смерть
Базовым элементом позиции является группа. Именно жизнь и смерть групп камней определяет, в конечном итоге, выигрыш или проигрыш игрока. Группа камней, которая при любой атаке противника не потеряет все свои дыхательные пункты (при условии правильной защиты), называется живой, а группа, которая при правильной атаке неизбежно потеряет все дамэ и будет снята с доски, называется мёртвой. Вопрос жизни и смерти камней — основной вопрос тактики го. На построение живых групп и превращение групп противника в мёртвые ориентированы все прочие тактические элементы го.
Простейшим критерием жизнеспособности группы является наличие у неё глаз — нескольких соседних пустых пунктов, со всех сторон окружённых камнями группы. Наличие у группы двух или более глаз делает её безусловно живой, но строить группы с двумя глазами для игроков невыгодно — на оформление глаз тратятся лишние ходы. Поэтому обычно ограничиваются построением форм, которые в случае атаки всегда можно превратить в группы с двумя глазами.
Непосредственное столкновение двух групп противников, из которых ни одна не имеет двух глаз и в котором одна из групп выживает только при условии уничтожения второй, называется сэмэай. На диаграмме показан сэмэай между белой и чёрной группами. После 13-го хода на диаграмме у окружённых чёрной и белой групп остаётся единственный дыхательный пункт, и в сэмэае побеждает тот, кто первым сходит в него. Поскольку очередь хода за белыми, именно они и выигрывают сэмэай, после чего ранее окружённые камни становятся живыми — при любых действиях чёрных они могут соединиться с белой группой на стороне и построить два глаза.
Иногда результатом сэмэая становится позиция, в которой ни одна из сражающихся групп не имеет двух глаз, но при этом их невозможно захватить — игрок, начавший атаку на группу противника, в результате потеряет свою (такая позиция получится, например, если взять конечную позицию на приведённых диаграммах и удалить из неё камень 3). Такое положение называется сэки. Пустые пункты в этой позиции при подсчёте не приносят очков ни одному из игроков.
Один из важных и наиболее объёмных разделов теории го — цумэ-го, то есть задачи на жизнь и смерть групп. Каждая задача цумэ-го представляет собой изолированную позицию на ограниченном фрагменте доски, в которой требуется достигнуть определённого результата за одну из сторон — захватить группу противника, обеспечить жизнь своей группе или создать сэки. Сборники задач цумэ-го, рассчитанных на игроков разного уровня, многочисленны. Теория цумэ-го определяет общие принципы жизни и смерти групп в разных условиях (в частности, описывает формы, которые гарантируют жизнь группе или, наоборот, делают её заведомо мёртвой). Изучение цумэ-го развивает способность к быстрому анализу позиции и даёт возможность усвоить принципы оценки результатов столкновения групп, что позволяет в партии уверенно захватывать группы противника, точно защищаться в благоприятных условиях и не тратить ходы на защиту своих заведомо обречённых групп.

### Этапы партии
В партии игры выделяют три стадии — начальную (фусэки), срединную (тюбан) и заключительную (ёсэ).
В фусэки игроки ставят самые первые камни, намечающие сферы влияния. Огромное количество вариантов делает невозможным детальный анализ положения на доске даже на протяжении первого десятка ходов. Согласно общим принципам, игрок должен сначала закрепиться в углах, затем распространять своё влияние на стороны, и только потом выходить в центр. В фусэки почти всегда есть много хороших ходов, так что у игрока огромный выбор. Большое значение здесь имеет интуиция и хорошее «чувство позиции» — способность видеть расположение камней на доске в целом, и «чувство направления» — интуитивное понимание того, в каком направлении следует играть и как тот или иной ход повлияет на соотношение сил в следующих этапах партии. По этой причине точного аналога шахматной теории дебютов в го нет, есть лишь относительно небольшой набор известных вариантов фусэки, по четыре—шесть ходов каждый. Причём эти варианты вовсе не являются единственно верными; даже совершенно неожиданное и нестандартное начало партии, если оно выбирается сознательно, может быть прекрасным выбором. Взгляды на правильность тех или иных ходов в фусэки изменяются со временем. Например, вплоть до начала XX века в японском го считалось более правильным делать первые ходы в комоку (точки пересечения третьей и четвёртой линий от края доски), но в 1930-х годах трудами Го Сэйгэна и Китани Минору вошли в практику «новые фусэки» — начала с первыми ходами в хоси (пересечения четвёртых линий), сан-сан (пересечения третьих линий), пункты 5-5 (пересечения пятых линий) и даже в тэнгэн (центральный пункт доски). Оказалось, что при правильной последующей игре эти «неправильные» фусэки вполне жизнеспособны и эффективны.
Составной частью фусэки является дзёсэки (джосэки) — типовые позиции розыгрыша угловых участков доски (своеобразный аналог шахматных дебютов), дающие приблизительно равные преимущества обоим игрокам. Изучение и применение дзёсэки является уделом только опытных игроков (в основном спортсменов), полностью понимающих логику их построений.
В тюбане игроки защищают зоны влияния и превращают их в территорию, одновременно пытаясь разрушить построения и отнять территорию противника. Идёт активная борьба за построение жизнеспособных форм и превращение форм противника в мёртвые, группы противников борются за жизнь и охват наибольшей территории. На этом этапе огромную роль всё ещё играет интуиция и чувство позиции, но ход игры уже значительно более предсказуем, чем в фусэки. На многих этапах ближайшие оптимальные ходы уже можно достаточно точно просчитать. Тюбан является естественным продолжением фусэки и во многом определяется тем, как было разыграно начало партии.
В ёсэ производится окончательное оформление территории. Здесь остаётся мало возможностей для манёвров и становится особенно важным точный расчёт. Игрок должен определить порядок ходов, при котором он сможет получить максимум очков. Для этого требуется рассчитать ценность каждого возможного хода в очках и делать ходы, начиная с самых выгодных. Особое значение приобретает учёт сэнтэ и готэ — вариант, заканчивающийся в сэнтэ, имеет вдвое большую ценность, чем вариант с той же разницей очков, но заканчивающийся в готэ. Считается, что наибольшая разница в силе игры сильных и слабых игроков (в особенности — профессионалов и любителей) проявляется как раз в том, насколько сильно они играют в ёсэ. При небольшой разнице очков после тюбана проигрывающий, если он значительно сильнее соперника в ёсэ, имеет реальные шансы отыграть эту разницу и выиграть уже, казалось бы, проигранную партию.

## Го как вид спорта

### Контроль времени
В спортивных состязаниях используется ограничение времени. Обычная продолжительность партии в любительских турнирах невысокого уровня от 45 минут до 1,5 часа, в профессиональных турнирах и любительских турнирах высокого уровня не более 3—5 часов. В отдельных случаях, как правило в матчах за высшие титулы — 6—7 часов каждому игроку, партия играется с откладыванием в течение двух дней.
Особенность контроля времени в го — наличие добавочного времени (бёёми). После того, как основное время игрока истекает, он может играть дальше, расходуя на каждый ход некоторое заданное малое количество времени (30—60 сек. на ход). Существует несколько разновидностей бёёми.
Поскольку го — игра на очки, в ней может использоваться штраф за просрочку времени: в случае просрочки основного времени у игрока вычитается несколько очков, а затем за каждые истраченные несколько минут вычитаются ещё по нескольку очков (применяется только в правилах Инга).
Существует разновидность турниров с сильно ограниченным временем — блиц-го или быстрое го. На партию даётся 15—30 минут без добавочного времени. В Японии проводится турнир по блиц-го — Кубок NHK.

### В азиатских странах
Организации профессиональных игроков в го:
- Япония — Нихон Киин и Кансай Киин.
- Южная Корея — Корейская ассоциация падук.
- Китай — Китайская ассоциация вэйци.
- Тайвань — Taiwan Qiyuan.

Общее число игроков, обладающих статусом профессионала, даже там достаточно невелико — на все четыре страны их не более полутора тысяч. Турниры профессиональных игроков спонсируются, как правило, средствами массовой информации и промышленными концернами. Перечисленные выше ассоциации поддерживают и любительское го, игроков в котором на несколько порядков больше.
В соответствии с делением игроков в го на профессионалов и любителей, в Японии, Китае и Корее проводятся два типа соревнований — профессиональные и любительские. Становясь профессионалом, то есть получая профессиональный сертификат первого квалификационного ранга, игрок получает право на участие в профессиональных турнирах, но при этом ему запрещается участвовать в любительских соревнованиях. Европейские и американские турниры по го имеют любительский статус, но участие в них профессионалов, как правило, не возбраняется. Были даже случаи участия в таких турнирах японских мастеров 9 дана.
Профессиональные соревнования
Высший статус среди профессиональных турниров по го имеет Кубок Инга, основанный в 1988 году: 24 участника разыгрывают первое место в турнире плей-офф, причём 8 лучших по результатам предварительных игр начинают со второго тура. В полуфинале играются матчи из трёх партий, в финале — матч из пяти партий. Кубок Инга проводится один раз в четыре года, в связи с чем его иногда сравнивают с Олимпиадой.
Ранее существовал также Чемпионат мира Фудзитсу, спонсируемый одноимённой корпорацией и газетой «Ёмиури Симбун». Основанный в том же 1988 году, он проводился ежегодно в Японии, но в 2011 году, после 24-го розыгрыша, турнир был отменён.
Значительный статус имеют турниры за профессиональные титулы Южной Кореи, Китая и Японии. Формально между этими титулами есть некоторая разница (определяемая, главным образом, размером призового фонда турнира), но все обладатели высших титулов считаются игроками высшего уровня.
До начала 1990-х годов в мировом профессиональном го доминировали японцы, затем ведущие позиции заняли игроки Южной Кореи и Китая. Так, чемпионат Фудзитсу с 1993 по 2011 год лишь один раз выиграл японец (Кобаяси Коити), во всех остальных розыгрышах побеждали корейские и китайские игроки. Из восьми розыгрышей кубка Инга, прошедших на текущий момент, три выиграны китайскими профессионалами, пять — корейскими. В розыгрыше кубка Инга 2000 года все японские обладатели титулов проиграли корейцам в первом же раунде.
Любительские соревнования
В Японии ежегодно проводится чемпионат мира по го среди любителей (с пропуском в 2003 году). Спонсором чемпионата является компания Japan Airlines. Первый чемпионат прошёл в 1979 году, в нём приняли участие представители 15 государств. До 1985 года турнир проводился по олимпийской системе, после чего стала использоваться швейцарская система (первые три года — в 7 туров, затем — 8 туров). В 1999 году в чемпионате участвовали игроки из 55 стран, сейчас число участников обычно превышает 60. Как правило, страну в чемпионате представляет победитель национального первенства среди любителей. Каждую страну представляет один участник (кроме первых пяти чемпионатов мира, 1979—1983). Победителями чемпионата неизменно становятся игроки азиатских стран (в 1980-х годах это были японцы, позже их вытеснили китайцы и корейцы).
Высшие достижения европейских игроков: 3-е место Рональд Шлемпер (Нидерланды) в 1991 и Артём Качановский (Украина) в 2013 году; российских: 4-е место Илья Шикшин в 2013 и 5-е Алексей Лазарев в 2001 году.
В Японии и Корее проводятся многочисленные любительские турниры. В Европе наиболее представительным соревнованием является чемпионат Европы по го, проводимый ежегодно в рамках Европейского го конгресса, также имеющий любительский статус.

### Российские игроки
Основные достижения российских игроков в международных турнирах:
- Команда России — 13-кратный чемпион Европы в командном зачёте (впервые — в 1988 году в составе: В. Соловьёв, А. Лазарев, Г. Нилов, В. Богданов[11])[41].
- Алексей Лазарев (Петрозаводск) — двукратный чемпион Европы (1991 и 1992 годов), серебряный призёр чемпионата Европы 2003 года, 4-е место на чемпионате мира среди любителей 2003 года (наивысшее достижение среди европейских игроков для этого турнира)[40].
- Александр Динерштейн (Казань) — 3 дан (профессиональный) Корейской ассоциации падук. Победил на турнире О Риссэя, 9 дан — одного из сильнейших профессионалов Японии. Семикратный чемпион Европы[42][43].
- Светлана Шикшина (Казань) — 3 дан (профессиональный) Корейской ассоциации падук. Четырёхкратная чемпионка России среди женщин (1994-96, 2011), чемпионка Европы среди женщин 1996 и 2005 года, бронзовый призёр чемпионата мира среди женщин 1997 года, чемпион Европы 2006[44].
- На Европейском Го-конгрессе 2006 года российские игроки добились убедительного успеха — все три первых места достались российским спортсменам (результаты азиатских спортсменов оцениваются вне конкурса): 1 место — Светлана Шикшина, 2 место — Александр Динерштейн и 3 место — Андрей Кульков[45].
- Илья Шикшин (Казань), 3 дан (профессиональный) Европейской федерации Го[46] — семикратный чемпион Европы, 4-е место на чемпионате мира среди любителей 2013 года, многократный чемпион России[47].

### Ранги и рейтинги
В странах, где игра го популярна, существуют системы рейтингов, рангов и титулов го. Рейтинги оценивают текущую силу игрока, ранги (или спортивные звания) присваиваются за определённые игровые достижения, титулы даются победителям престижных турниров.

#### Япония
Примерно в XVI веке японцы формализовали методику обучения и ранги игроков, обозначающие их силу в го. Японская система рангов го является наиболее распространённой. Она похожа на применяемую в боевых искусствах:
- Начинающие игроки получают ранг 25—30 кю. 30 кю соответствует уровню игрока, который выучил правила, но не сыграл ещё ни одной партии. По мере того как игрок становится сильнее, его ранг кю уменьшается. Те, кто увлекается го всерьёз, в конце концов, достигают ранга 1 кю. Обычно на начальных стадиях обучение проходит быстро и большинство доходят до 8—12 кю за несколько месяцев.
- Игроки, превосходящие ранг одного кю, получают ранг 1 дан (сёдан с японского). При дальнейшем росте мастерства игры ранг дан растёт, в отличие от кю. Традиционный предел — 9 дан, дающийся истинным мастерам. Существует также понятие «10 дан» («Дзюдан»), но это уже не ранг, указывающий на мастерство игрока, а один из титулов[49].
- По определению, разница между соседними рангами равна одному камню форы, то есть, теоретически, игрок 8 кю будет иметь равные шансы на победу с игроком 5 кю, если возьмёт 3 камня форы. Обычно фора начинается с двух камней, один камень просто соответствует первому ходу чёрных, то есть при разнице в один ранг более сильный игрок просто играет белыми без коми, либо с коми в 0,5 очка, если желательно исключить ничью.
- В Китае, Японии и Корее существуют две отдельные системы рангов — одна для профессиональных игроков, другая для любителей. Разница в силе игры сильнейших и слабейших профессионалов составляет 2—3 камня. В Корее и Китае нередки случаи, когда молодые первые даны без проблем обыгрывают девятых данов в возрасте. Ошибочно считается, что чем выше профессиональный дан — тем сильнее мастер. Это происходит из-за того, что даже относительно слабые мастера накапливают необходимые баллы для получения более высокого дана, а к концу карьеры все они скапливаются в группе девятых данов. В Корее, к примеру, целых 82 девятых дана, и это самая многочисленная группа.

Ранги игрокам присваиваются соответствующими организациями. Так, в Японии их могут присваивать две профессиональные ассоциации го: Нихон Киин и Кансай Киин. Любительские ранги присваиваются по результатам участия игроков в любительских турнирах. Для получения профессионального ранга игрок не старше 30 лет должен подать заявку, пройти ежегодный отборочный турнир и занять в нём одно из первых мест. При вступлении в профессиональную лигу игрок получает сертификат 1-го дана, после чего может претендовать на присвоение следующих данов при выполнении определённых требований. В Нихон Киин в течение долгого времени для повышения ранга профессиональный игрок должен был набрать определённое количество очков в специальном квалификационном турнире (турнире Оотэаи), который проходил в течение всего года. Однако из-за малой суммы призовых с течением времени всё больше игроков (особенно высокого уровня) стали игнорировать этот турнир, в результате чего в 2003 году турнир был отменён и была принята новая система присвоения профессиональных данов, в которой учитываются победы в крупных турнирах, сумма выигранных призовых, общее количество побед в карьере и т. п. Похожие системы действуют в Корее и Китае.
Долгое время считалось, что профессионалы 1-го дана примерно равны сильнейшим любителям, то есть, огрубляя, что уровень игры профессионала 1-го дана примерно соответствует уровню 7-го любительского дана. Однако к концу прошлого века ситуация изменилась весьма сильно — сейчас сильнейшие любители не уступают профессионалам. Так, Хидэюки Сакаи, чемпион мира 2000 года среди любителей, получивший право на профессиональный сертификат Кансай Киин, отказался от диплома 1-го дана и заявил, что играет не слабее 5-го. Для обоснования своих претензий он сыграл матч против четверых игроков 5-го дана и выиграл все партии. Другой пример — Лю Чун, 7-й любительский дан из Китая, который в 1997 году одержал победу в крупном профессиональном турнире, при этом будучи единственным участником-любителем.

#### Америка
Американская ассоциация го (AGA) использует систему рейтингов, основанную на статистике выигрышей и проигрышей, подобную рейтингу Эло. В этой системе значение рейтинга может быть положительным числом более +100 или отрицательным меньше −100.
В качестве ранговой системы используется традиционная японская шкала кю-дан. Отрицательные рейтинги соответствуют рангу кю, положительные — дан. Считается, что ранг игрока (дан или кю) приблизительно соответствует значению рейтинга, делённому, соответственно, на 100 для положительных рейтингов и на −100 для отрицательных, но абсолютизировать такое соответствие нельзя, оно лишь приблизительно.

#### Россия
Основными для Российской федерации го являются звания и разряды ЕВСК и рейтинги Эло. Актуальный рейтинг-лист — на сайте федерации. Рейтинги корректируются с учётом результатов турниров.
Квалификационные требования по рейтингу для присвоения разрядов и званий определены ЕВСК, в которую го включено с 1996 года. Она предусматривает традиционные для России спортивные ранги — 3-й, 2-й, 1-й спортивные разряды, звание «кандидат в мастера спорта» (КМС), звание «мастер спорта России» (МС) и звание «гроссмейстер России». Как и в других интеллектуальных играх, юношеские разряды не присваиваются. 3—1-й разряды могут присваиваться с 7 лет, разряд КМС и звание мастера спорта — с 12 лет, звание гроссмейстера России — с 16 лет. Могут присваиваться также почётные звания: заслуженный мастер спорта и заслуженный тренер.
Дополнительно Российской федерацией го используется шкала данов и кю, которая привязана к рейтингу Эло игрока. Нулевой рейтинг соответствует 30 кю, а разница в 60~75 очков соответствует одному шагу шкалы кю, далее после 2100 разница в 100 очков соответствует шагу шкалы дан. Соответственно, 1 кю соответствует рейтинг 2025, 1-му дану — рейтинг 2100 и так далее. Такие ранги не являются официальными для российской спортивной системы, хотя широко используются.
Есть россияне, имеющие профессиональные ранги (даны) Корейской ассоциации падук и Европейской федерации го.

#### Соответствие рангов
Ранги дают представление об их относительной силе игроков, получивших эти ранги в одной стране, в пределах одной, единой системы присвоения. Чёткого соответствия между рангами различных систем нет, нет и какого-либо «эталона», к которому можно было бы привязать ранговые шкалы. Даже наиболее распространённая японская система, принятая в го-организациях Японии, Кореи, Китая, Европы и Америки, также, по сути, не является единой; в каждой стране и регионе существует свой порядок присвоения рангов и свои требования к игрокам. Поскольку ранги присваиваются по результатам игр (чаще всего — выступлений в турнирах), уровень силы ранга отражает также средний уровень игроков того или иного региона. Примерную таблицу соответствия можно найти в «Библиотеке сэнсэя». Например, корейский игрок 3—2 кю играет на уровне 2—3-го европейского дана.

### Титулы
В отличие от западной традиции, где делается упор на установление одного абсолютного чемпиона (и, соответственно, проводятся чемпионаты регионов, стран, Европы и мира, а прочие соревнования играют вспомогательную роль), в Японии и Южной Корее, где го наиболее популярно, существует достаточно большое количество престижных титулов го. Только в Японии таких титулов более двух десятков, среди которых семь наиболее престижных: кисэй, мэйдзин, хонъимбо, дзюдан, тэнгэн, одза, госэй. Для получения титула необходимо выиграть турнир сильнейших профессионалов и, для части титулов, матч у предыдущего держателя. Долгое время не было ситуации, чтобы все или большинство титулов одновременно принадлежали одному игроку. Лишь в 2016 году на несколько месяцев японец Юта Ияма впервые в истории объединил все 7 самых престижных титулов в своих руках, однако в том же году потерял один из этих титулов.
После введения в 2003 году в Японии новой системы продвижения игроков го в ранге высшие титулы были связаны с высшими рангами. За выигрыш любого из титулов Кисэй, Мэйдзин или Хонъимбо игрок получает 9 дан. За победу в турнире за любой из титулов дзюдан, тэнгэн, одза, госэй игроку присваивается 8 дан, а если ему удаётся удержать взятый титул в следующем розыгрыше — 9 дан).
Помимо «обычных» высших титулов, в Японии также могут быть присвоены соответствующие им почётные звания («почётный хонъимбо», «почётный одза» и т. д.). Такое звание получает игрок, который завоевал титул и удерживал его непрерывно в течение пяти циклов розыгрыша. Обладатель «почётного» титула имеет право назваться этим титулом независимо от того, владеет ли он им в настоящее время. Так, титул «почётный хонъимбо» присваивался четыре раза, последним его обладателем является Тё Тикун, непрерывно удерживавший титул Хонъимбо в течение десяти розыгрышей.
Рекордсменами по общему числу выигранных титулов являются: в Корее — Чо Хунхён (150 — вместе с континентальными, международными и малыми титулами; по количеству основных корейских титулов (58) лидирует Ли Чхан Хо), в Японии — Тё Тикун (42).

## Варианты игры
Атари-го — игра на доске 9×9 линий. Выигрывает тот, кто первым захватит хотя бы один камень противника. Атари-го хорошо подходит для начального обучения игре го, в том числе маленьких детей.
Парное го (рэнго) — с каждой стороны одной доски играют сразу по два участника, при этом они не имеют права согласовывать ходы между собой. По парному го регулярно проводятся чемпионаты России, Европы и мира. Если игроки согласовывают свои действия, то такая партия называется консультационной.

## Компьютерные программы
Среди множества настольных игр го выделяется ещё и тем, что она оказалась наиболее сложной для компьютера. В то время как в шахматах сильнейшие программы превосходят по силе сильнейших игроков мира с конца 1990-х, в го только в 2015 году компьютер выиграл у профессионала.
Как считается, сложность го для компьютера (по сравнению, например, с шахматами) вызвана двумя основными факторами:
- Большое число вариантов ходов[66]. В шахматах в начальной позиции существует 20 разных ходов, в го — 55, с учётом симметрии доски, но после нескольких первых ходов позиция утрачивает симметрию и далее число возможных ходов становится практически равным числу оставшихся свободных пунктов. Дерево вариантов при попытке просчитать партию вперёд на несколько ходов растёт существенно быстрее: если в шахматах после четвёртого полухода может возникнуть порядка ста тысяч позиций, то в го их число превышает шестнадцать миллиардов. Такие масштабы полностью исключают возможность «механического» перебора позиций, которым, в значительной мере, пользуются нынешние шахматные программы.
- Сложность формализованной оценки позиции. В шахматах давно и достаточно точно выработаны формальные критерии оценки позиции и определена сравнительная ценность фигур, а в го оценка позиции алгоритмизируется плохо. Компьютеру доступны пока только простейшие критерии качества позиции, что и определяет его возможности.

Получил известность и часто приводится в статьях следующий пример. В 1997 году, на ежегодной конференции Американской ассоциации искусственного интеллекта проводился турнир между программами, играющими в настольные игры, и людьми. На этом турнире Дженис Ким из Нью-Мексико (профессиональный игрок в го, одна из сильнейших игроков на Западе) играла партию с лучшей из известных на тот момент го-программ «Handtalk» (разработчики приписывали ей уровень 3-го кю). Ким выиграла партию, несмотря на то, что компьютеру была дана фора в 25 камней. Если исходить из стандартной японской рейтинговой системы (один камень форы — разница в одну ступень в рейтинге), можно заключить, что компьютер в этой партии играл на уровне не выше 17-го кю (уровень любителя, занимающегося го не более полугода), впрочем, учитывая крайне нестандартную величину форы (к игре с которой программа заведомо не была готова), эта оценка вряд ли может претендовать на точность.
С 1987 по 2000 годы фонд Инга проводил ежегодный турнир среди компьютерных программ, победители которого получают денежные призы. Самое известное предложение фонда: «The Ing Challenge» — 40 миллионов тайваньских долларов (около миллиона евро) за программу, способную победить чемпиона среди тайваньских любителей. Пока приз остался невыплаченным.
Настоящий прорыв в компьютерном го случился с появлением программы AlphaGo, разработанной компанией DeepMind. В октябре 2015 года AlphaGo выиграла у трёхкратного чемпиона Европы Фань Хуэя (2 профессиональный дан) матч из пяти партий со счётом 5—0. Это первый в истории случай, когда компьютер выиграл в го у профессионала в равной игре.
В 2016 году та же AlphaGo вновь победила человека. В матче из пяти партий против мирового чемпиона из Кореи Ли Седоля программа одержала уверенную победу (см. Матч AlphaGo — Ли Седоль). По утверждению директора компании DeepMind, Демиса Хассабиса, все были удивлены победой, ведь разработчики собирались лишь продолжить обучение программы и показать, на что она способна.
В мае 2017 года на саммите «Future of Go Summit» был сыгран мини-матч из 3 партий между AlphaGo и одним из сильнейших игроков в мире, лидером мирового рейтинга Эло Кэ Цзе, где все партии выиграла программа. На этом же форуме AlphaGo обыграла команду из 5 профессионалов максимального 9 дана Ми Ютин (№ 3 в рейтинге сильнейших игроков, рейтинг перед матчем 3571 пункт), Чэнь Яое (№ 8, 3513)), Чжоу Жуйян (№ 10, 3509), Си Юэ (№ 11, 3508), Тан Вэйсин (№ 18, 3474)).

## В культуре и искусстве
Как и шахматы, го играет значительную роль во многих произведениях литературы, кинематографе и изобразительном искусстве (главным образом восточноазиатского региона). В искусстве Азии го, наряду с сёги, играет роль, аналогичную шахматам в искусстве европейском. Имеются целые произведения, в основе которых лежит го, в большом числе произведений литературы и кинематографа игра в той или иной степени влияет на сюжет, либо присутствует просто в качестве бытовой детали.
Одним из самых известных литературных произведений, посвящённым го, является исторический роман «Мэйдзин» (яп. 名人 Meijin) (в другом переводе — «Мастер игры в го»), написанный известным японским писателем, нобелевским лауреатом Ясунари Кавабата. Существуют и другие литературные произведения, в которых го является важным элементом или основой сюжета, например: детектив «Сибуми» за авторством Треваниана, роман «Играющая в го» (фр. La Joueuse de Go) французской писательницы китайского происхождения Шань Са и ряд других.
В Древнем Китае появилось предание о дровосеке Ван Чжи, который встретил двух юношей, игравших в вэйци (го). Пока он следил за их игрой, у него сгнила рукоятка топора. Эта история встречается, например, в энциклопедии Тайпин юлань со ссылкой на «Книгу Цзинь».
Го часто встречается в кинофильмах, снятых в странах Юго-Восточной Азии. В некоторых художественных фильмах го является основой сюжета, в качестве примера можно привести китайский фильм-биографию «Мастер го» (кит. трад. 呉清源, упр. 吳清源, пиньинь Wú Qīngyuán, палл. У Цинъюань), посвящённый Го Сэйгэну, выдающемуся японскому игроку в го китайского происхождения. В западном кинематографе также существуют фильмы, частью сюжета которых является го, например, психологический триллер π «(Пи)» и биографическая драма «Игры разума» (англ. A Beautiful Mind). В фантастическом фильме 2010 года «Трон: Наследие» го является любимым времяпровождением главных героев в виртуальной реальности.
Го также является важной частью сюжета в 10-й серии 2-го сезона американского телесериала «Терминатор: Битва за будущее» (англ. Terminator: The Sarah Connor Chronicles). Серия носит название «Strange Things Happen At The One Two Point», что является одной из пословиц го.
В сериале «Андромеда» в одной из серий присутствует сцена игры в «трёхмерное» го капитана корабля и штурмана. В качестве игрового поля используется трёхъярусная доска 11×11 линий, а камни лежат вперемешку в одной чаше. О правилах игры ничего не известно. Посредством игры в го авторы сериала попытались раскрыть философию ницшеанцев, расы генетически модифицированных людей.
В видеоигре Warframe присутствует игра под названием Коми, которая по сути своей представляет упрощённую версию Го.
Заметная роль отведена Го сразу в нескольких эпизодах 3-го сезона американского молодёжного сериала «Волчонок» (2014 год, MTV). Игра используется как метафора для описания борьбы «жизни и смерти», происходящей между главными героями и злым духом лисой Ногицунэ, вселившейся в одного из них и теперь противостоящей им. Научившись играть, можно победить духа-трикстера, для которого всё это — игра.
Гюнтер Карау опубликовал шпионский триллер, в котором игра Го является значимой по сюжету: «Го или двойная игра в подполье».
Большую роль в популяризации го среди детей и юношества сыграл аниме-сериал «Хикару и го» (яп. ヒカルの碁), полностью посвящённый игре в го и китайский мультсериал Игрок го.
В изобразительном искусстве го является одной из тем японского направления укиё-э.